# Brady (Teksas)
Brady – miasto w Stanach Zjednoczonych, w stanie Teksas, w hrabstwie McCulloch. W 2000 roku liczyło 5 523 mieszkańców.